# 髻山

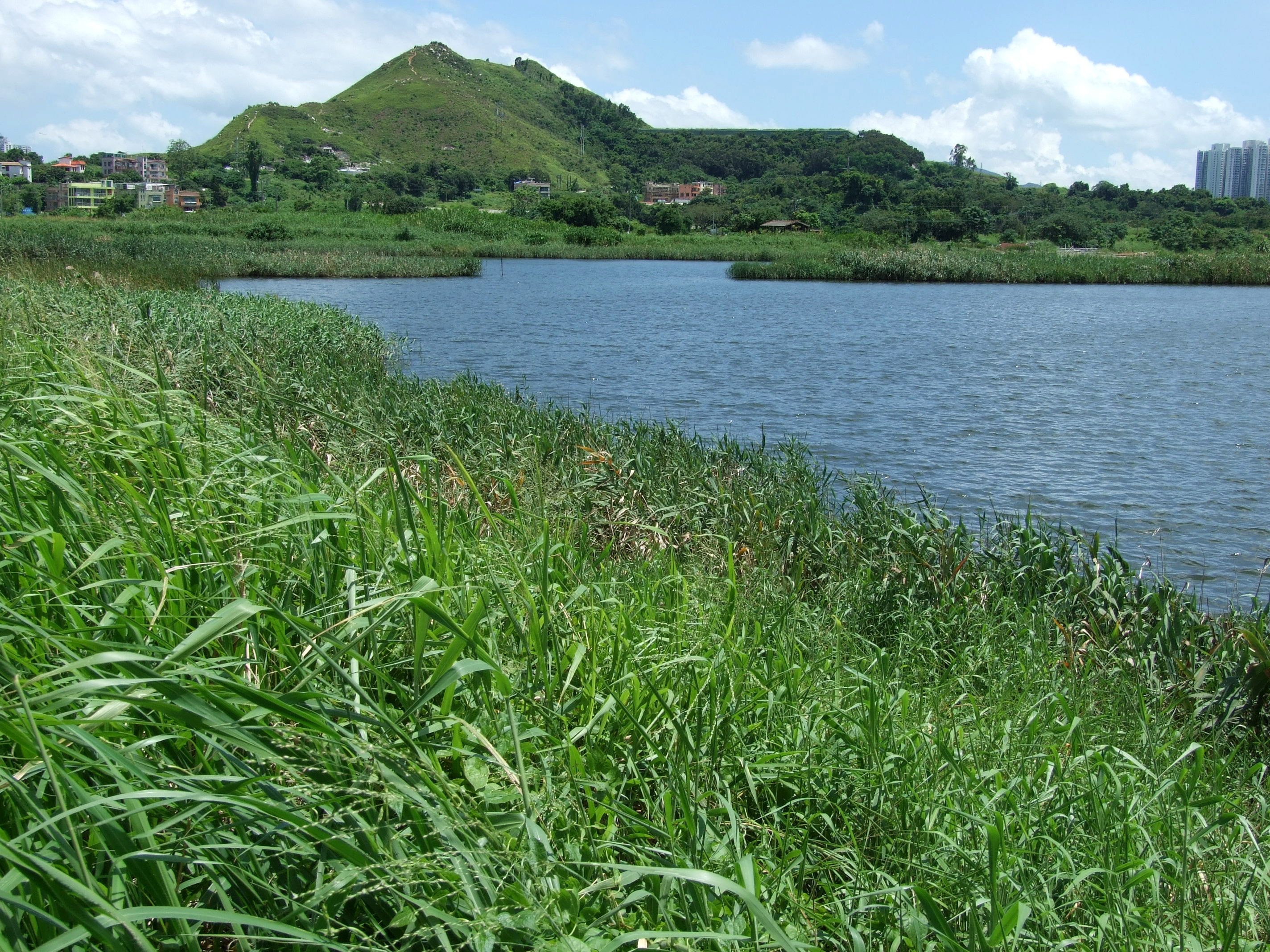
從橫洲漁塘回望髻山，右方平面為配水庫

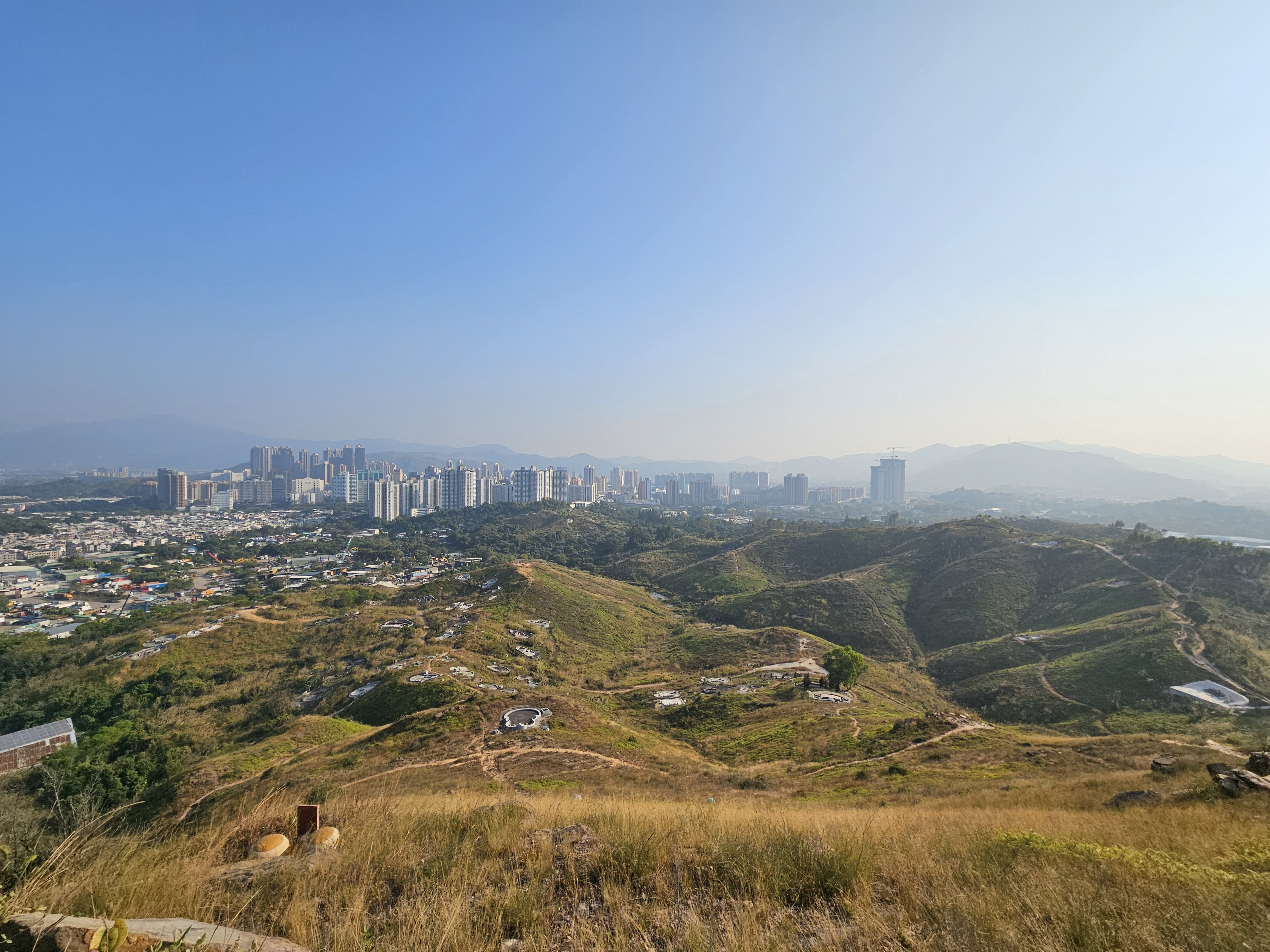
髻山腹地

髻山（英語：Kai Shan），又名丫髻山，是香港元朗區橫洲北面的一座小山丘，高度海拔121米，它分隔了元朗工業園及天水圍新市鎮。遊客可以由朗屏邨巴士站旁的小路登上髻山，山勢雖不高但視野良好，可以遠望尖鼻咀及南生圍一帶的魚塘。
髻山上有多座屏山鄧氏的祖墳，包括一世祖鄧漢黻之「玉女拜堂」穴、四世祖鄧符協的「仙人大座」穴及由稔灣遷葬的十九世祖鄧夢月和其母陳氏之墓共四個墳墓。

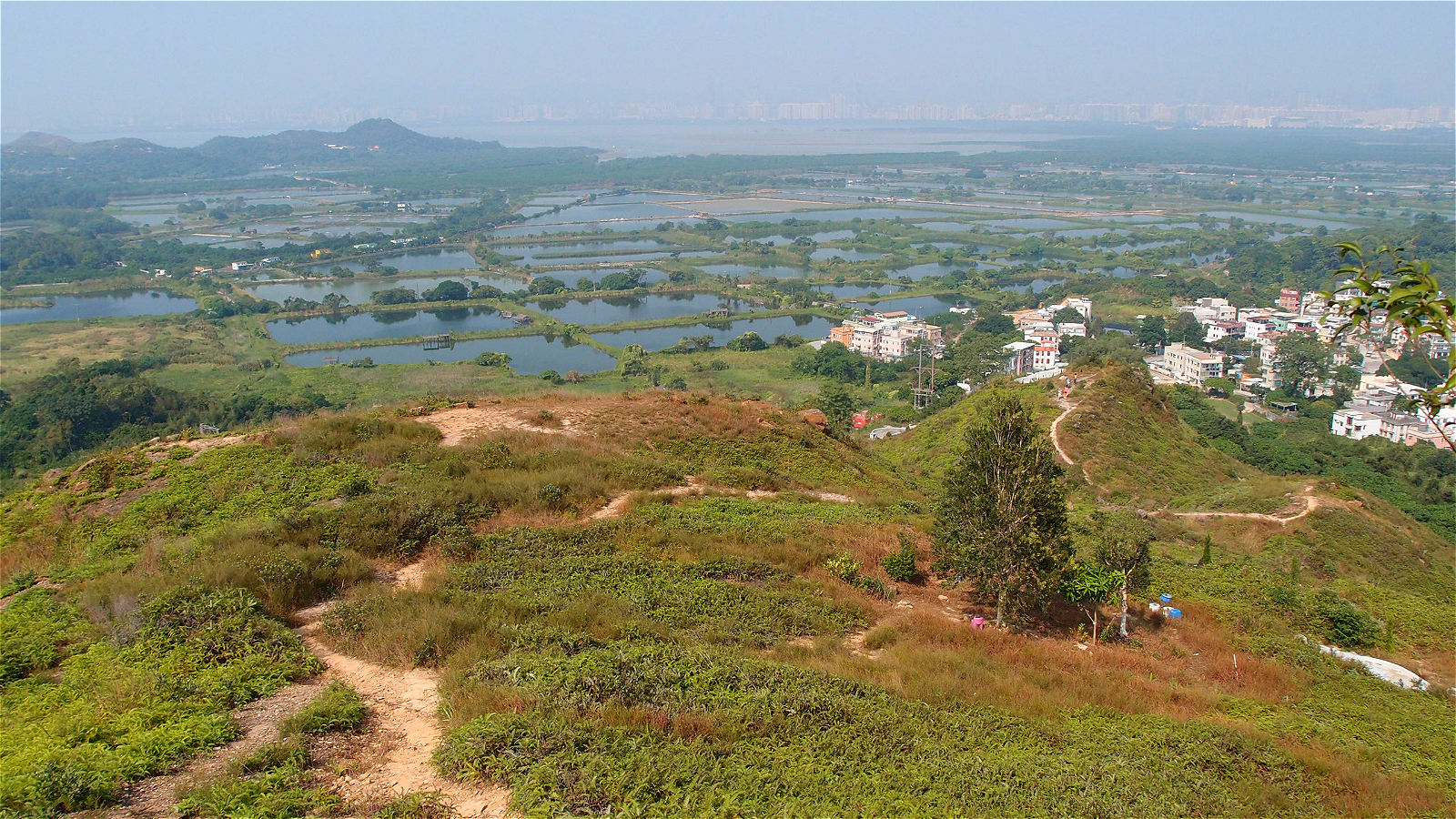
髻山的北脊，可望見下方的漁塘，攝於山頂
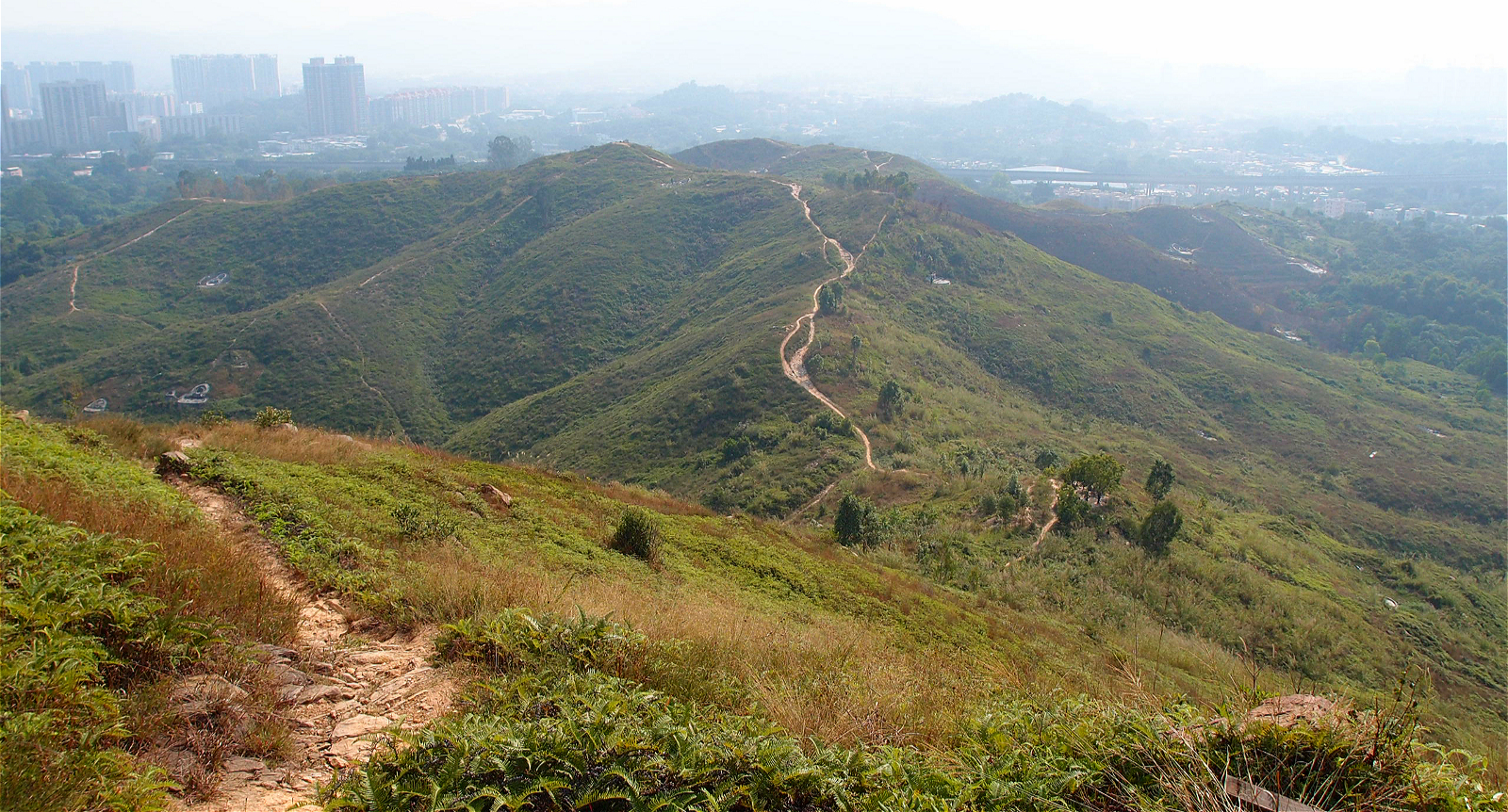
髻山的南脊，攝於山頂
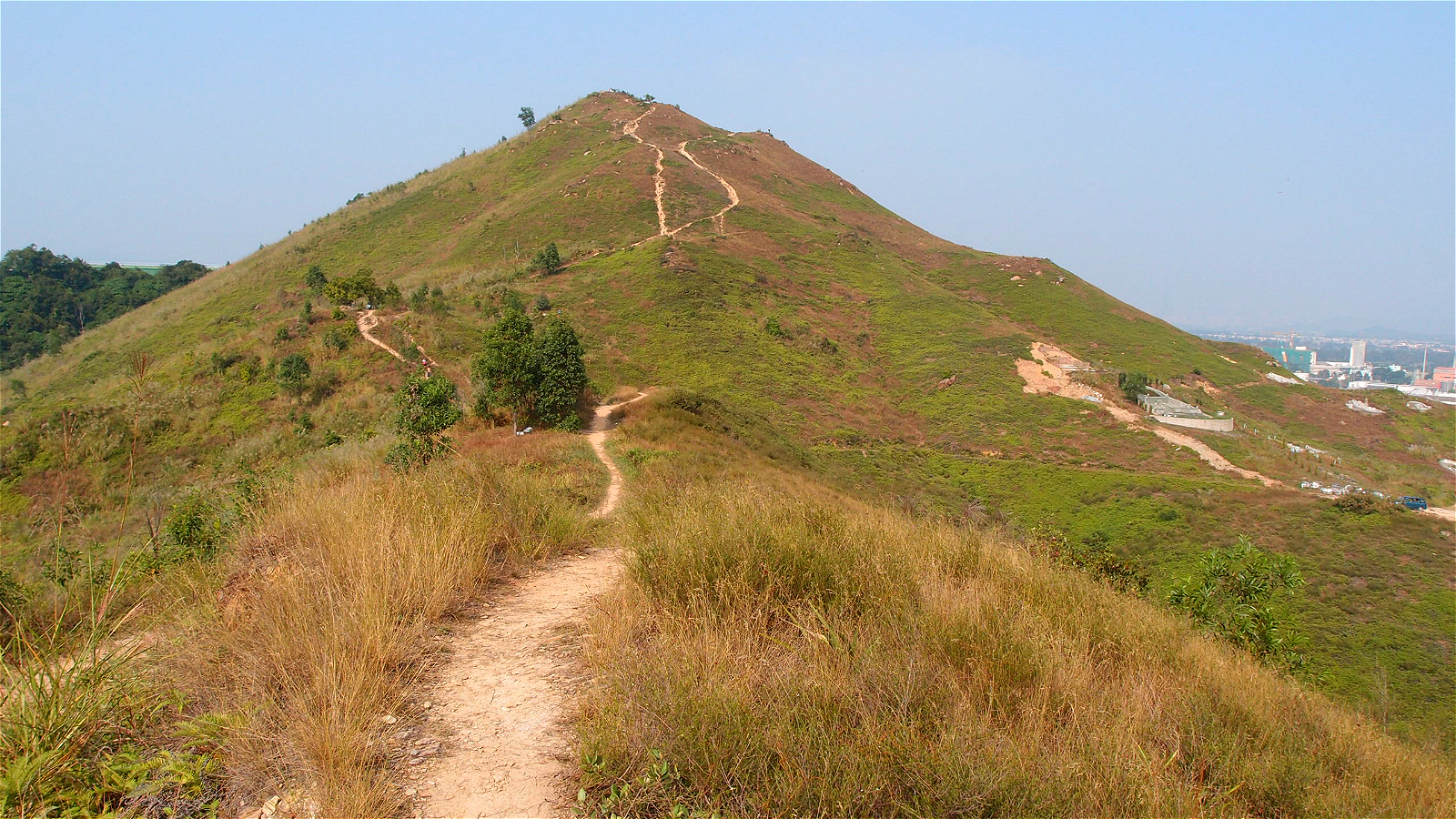
髻山的南脊，攝於山腰
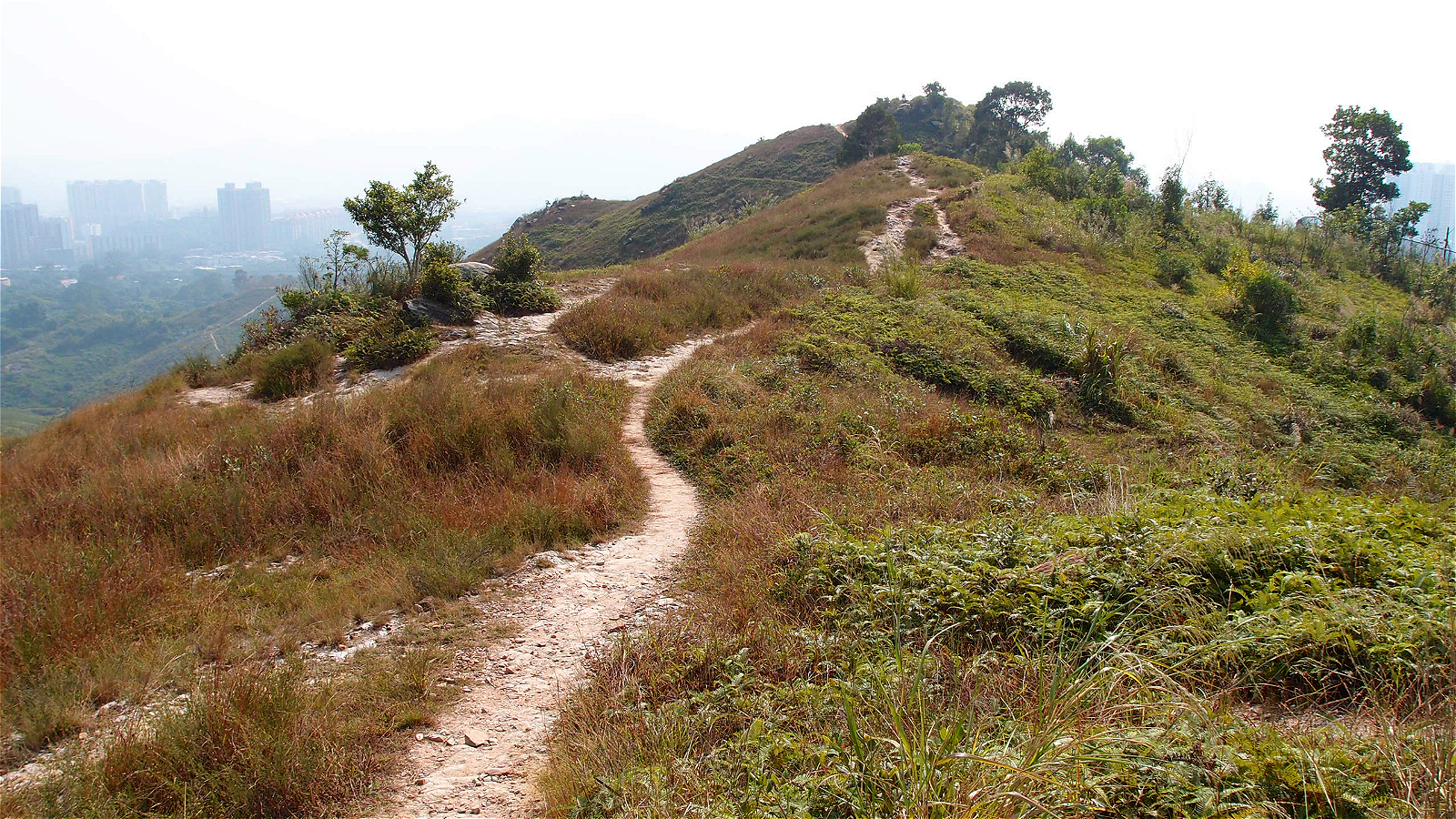
髻山的北脊，攝於山腰